# ساختمان شرکت سهامی انتشار
ساختمان شرکت سهامی انتشار بنایی مربوط به دوره پهلوی اول است و در تهران، خیابان جمهوری، نرسیده به میدان بهارستان جای گرفته‌است. این اثر متعلق به شرکت سهامی انتشار بوده و در تاریخ ۸ مرداد ۱۳۸۵ با شمارهٔ ثبت ۱۵۷۸۴ به‌عنوان یکی از آثار ملی ایران به ثبت رسیده است.

## نگارخانه

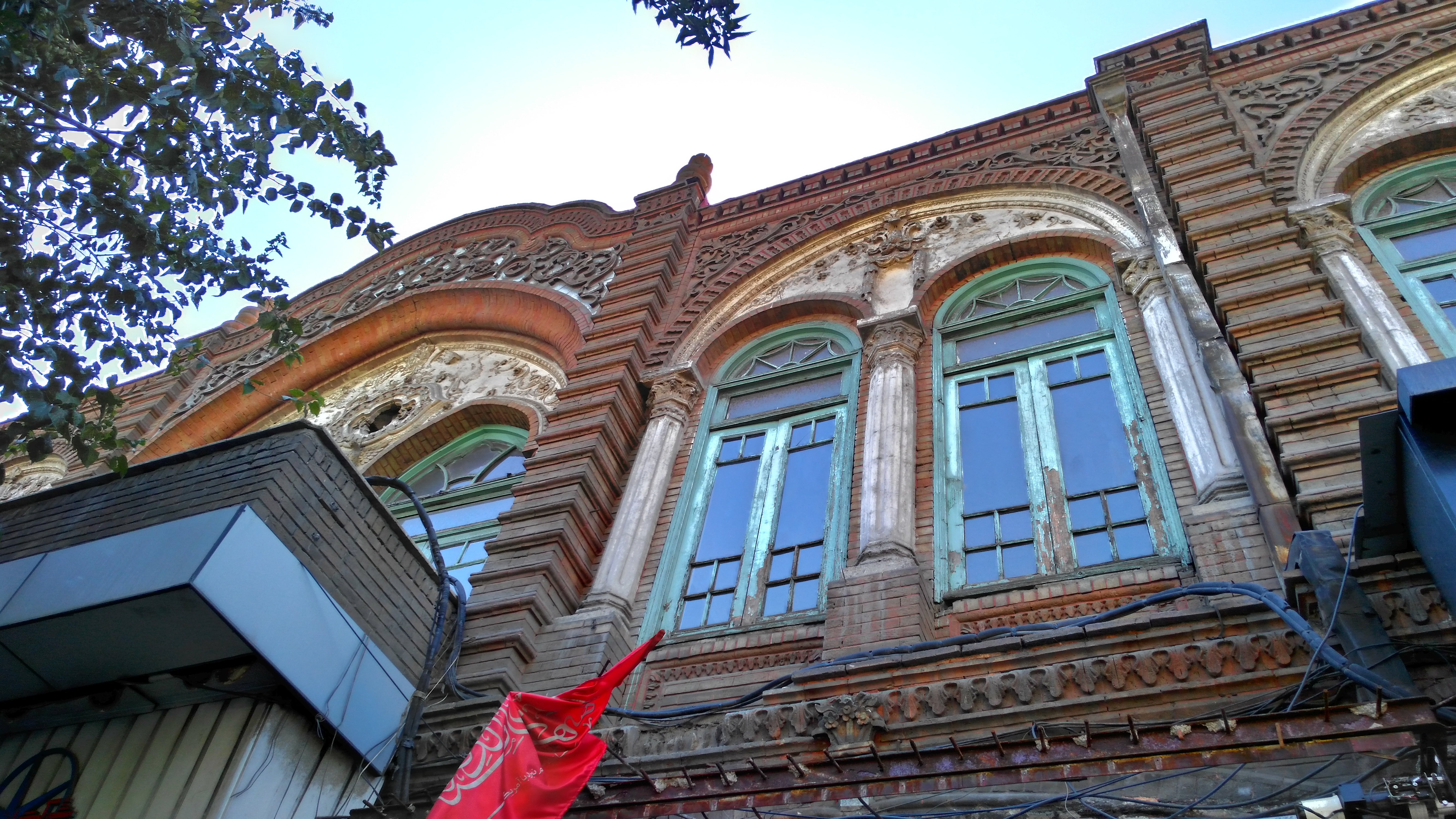
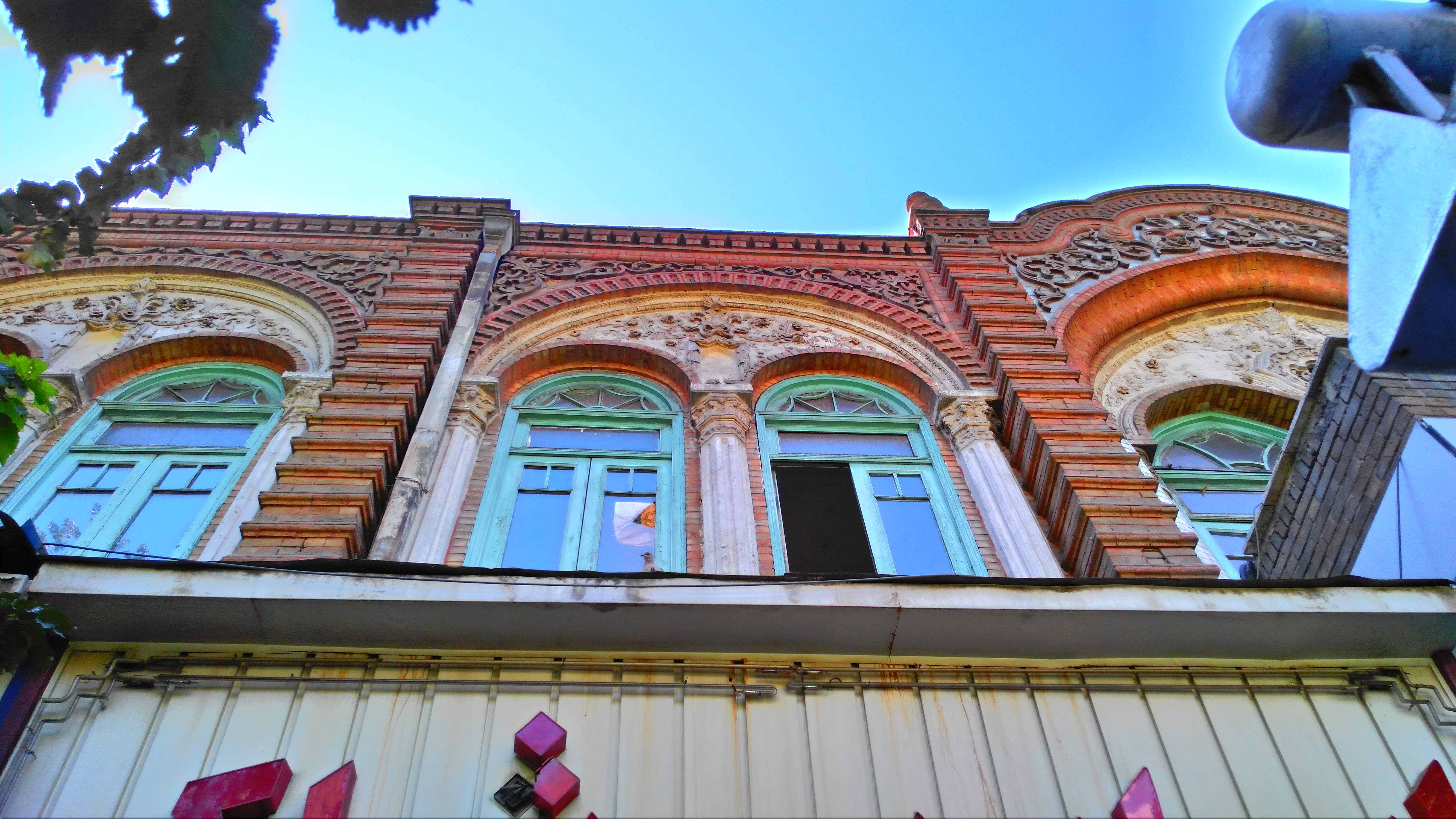
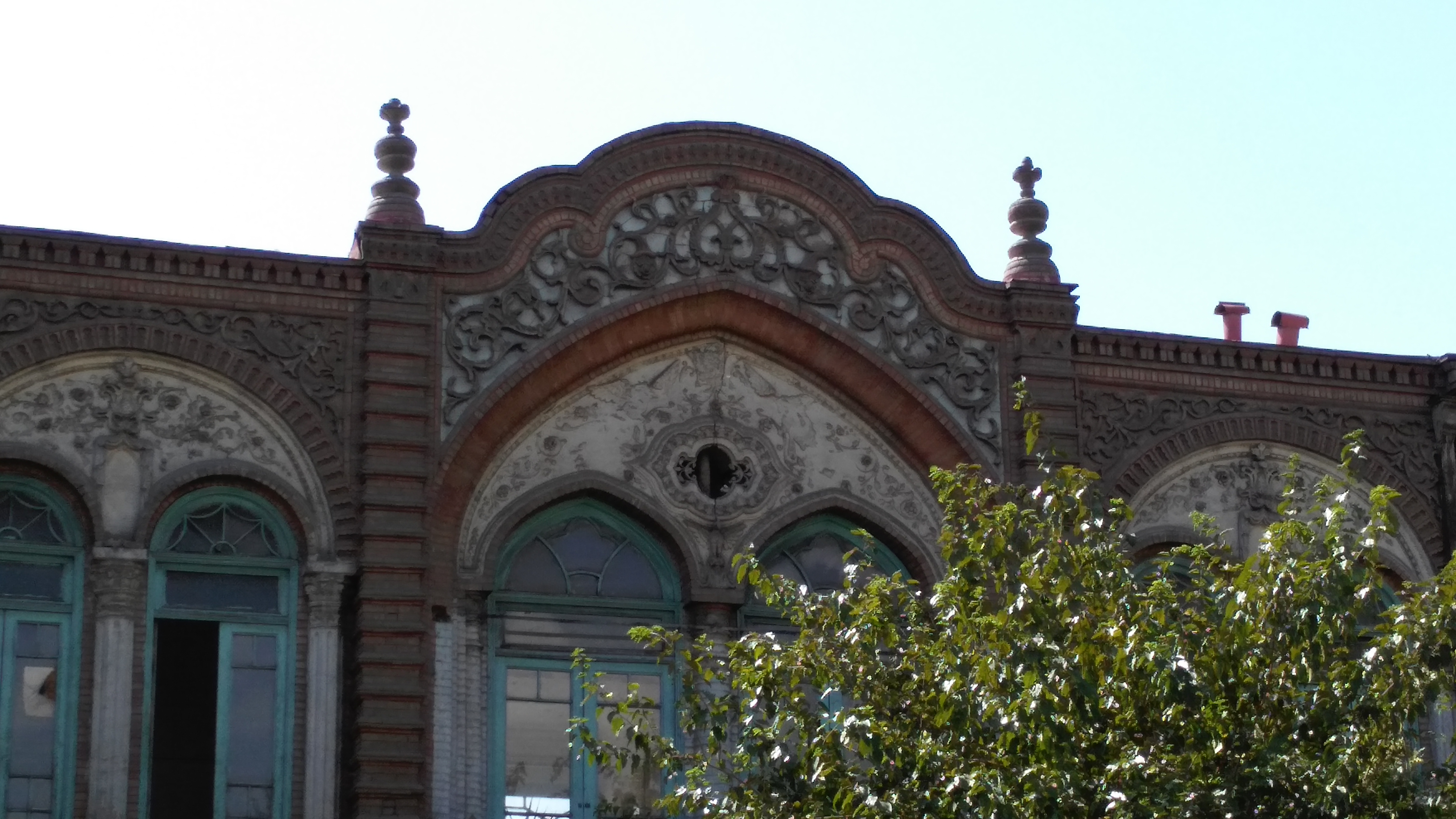
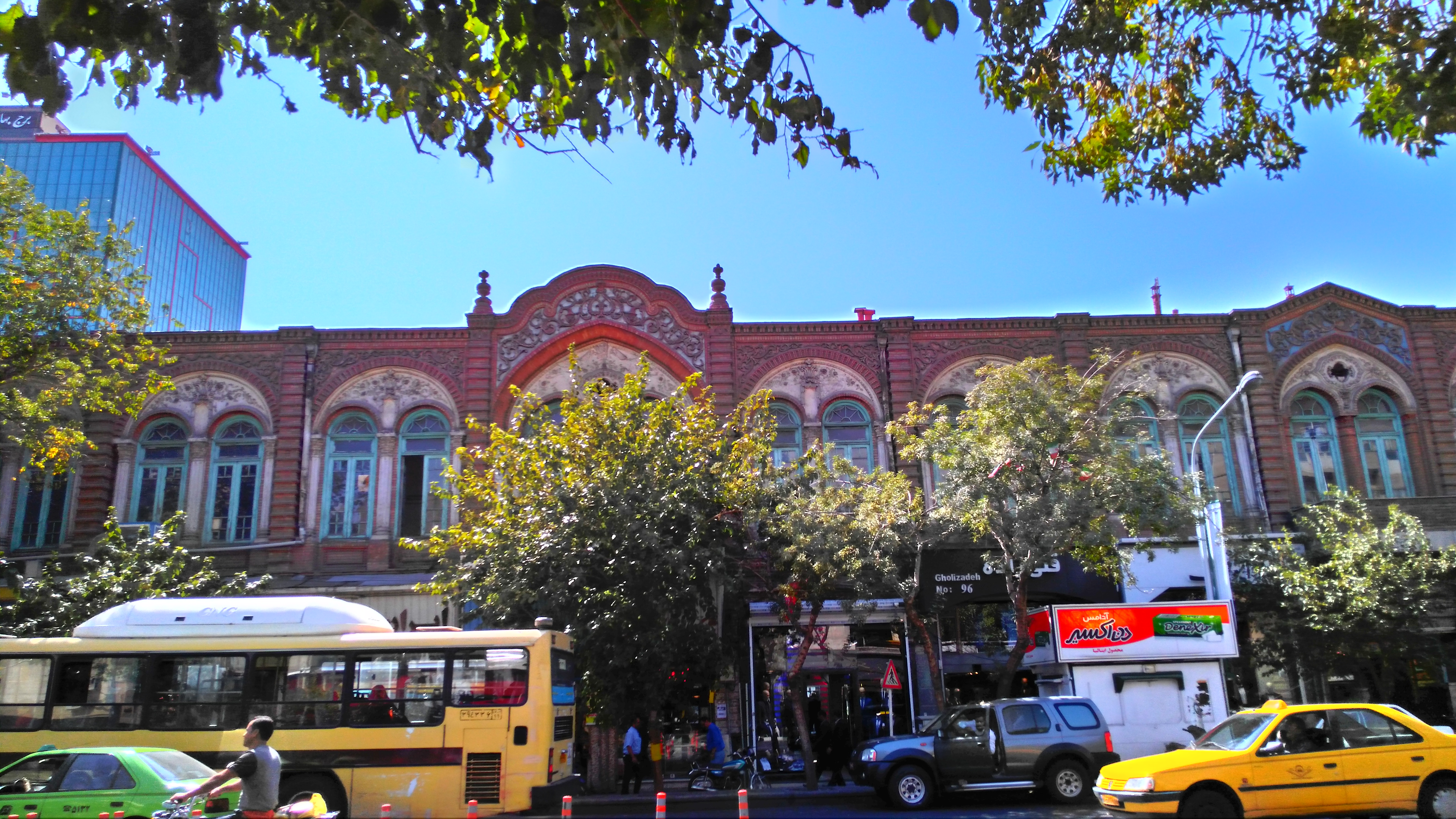
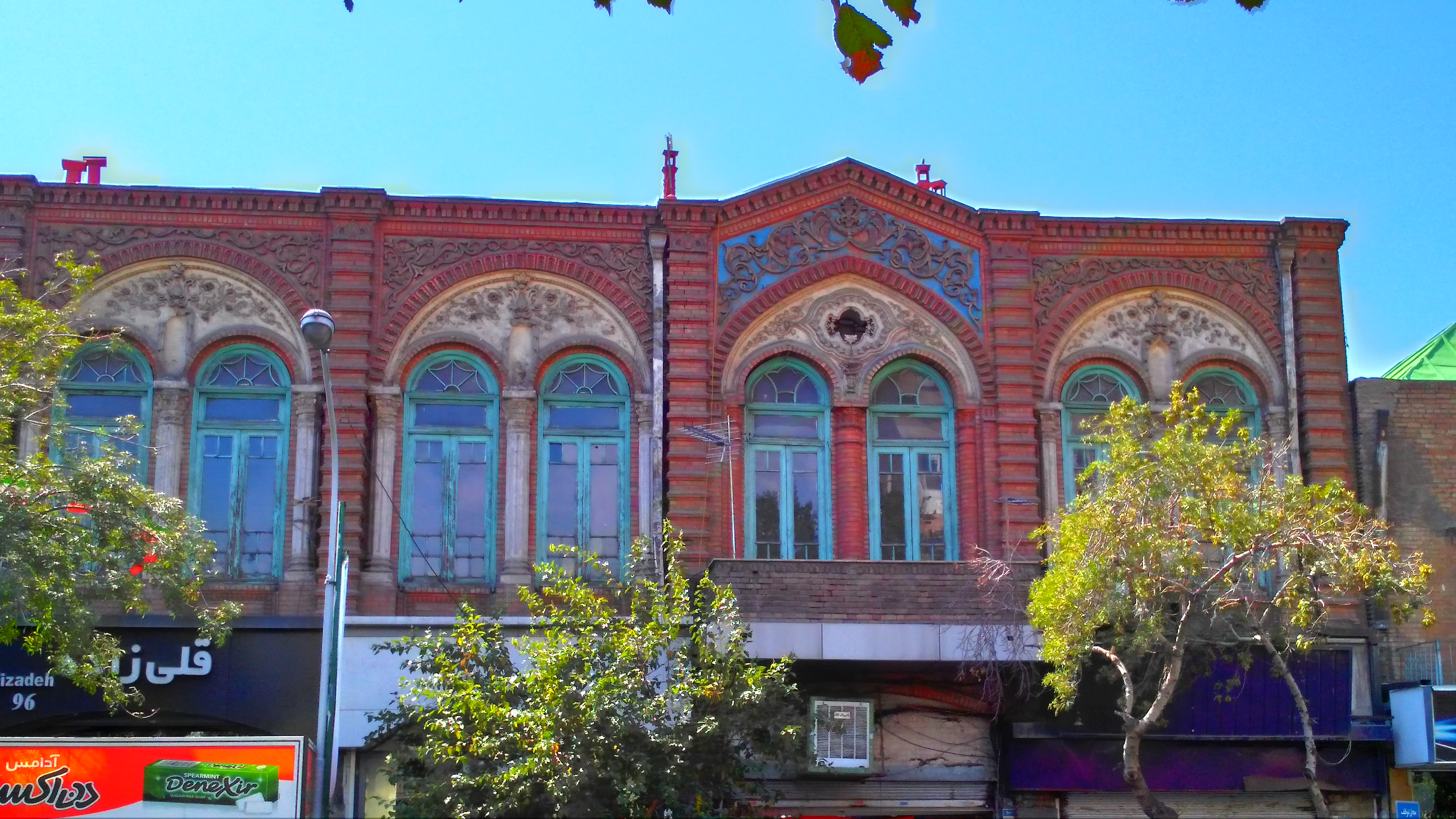